# Kazaniec
Kazaniec (ros. Казанец) – rosyjski krążownik torpedowy, a od 1907 roku kontrtorpedowiec typu Ukraina. Sfinansowany z dobrowolnych składek, zamówiony 7 sierpnia?/20 sierpnia 1904 a zwodowany 28 kwietnia?/11 maja 1905 roku. Brał udział w I wojnie światowej. Zatonął 15 października?/28 października 1916 roku w wyniku wejścia na minę bądź ataku torpedowego.

## Historia powstania
Przyczyną zamówienia krążowników torpedowych typu Ukraina był wybuch wojny rosyjsko-japońskiej 26 stycznia?/8 lutego 1904 roku. Pierwsze starcia wypadły dla Rosjan niekorzystnie, w związku z czym postanowiono jak najszybciej wzmocnić flotę wojenną nowymi okrętami. W tym celu odwołano się do patriotycznych uczuć obywateli i zorganizowano zbiórkę pieniędzy. „Kazaniec” został zamówiony 13 marca?/26 marca 1904 roku, swoją nazwę otrzymał na prośbę arystokracji z guberni kazańskiej, która wyłożyła na jednostkę 300 000 rubli. Wejście do służby zaplanowano na 1 kwietnia następnego roku, jednak ze względu na strajki robotników ryskich i braki techniczne stoczni dopiero 28 kwietnia?/11 maja odbyło się wodowanie.

## Opis techniczny

### Stan przy wejściu do służby
Wyporność standardowa „Kazańca” to 500 ton. Okręt charakteryzował się długością całkowitą 73,2 metra (między pionami 70 metrów) i szerokością 7,23 metra (7,14 na linii wodnej). Największa odległość między stępką a pokładem wynosiła 4,4 metra, z czego średnio 2,3 metra było zanurzone. Kadłub nitowany, stalowy. Wręgi rozmieszczone co pół metra (poza maszynownią) miały wymiary 65 × 50 × 5 mm i 55 × 45 × 5 mm.
Okręt napędzały dwie maszyny parowe potrójnego rozprężenia o pionowych cylindrach. W dwóch przedziałach znajdowały się łącznie cztery opłomkowe kotły parowe systemu Normana, o ciśnieniu roboczym 16 atmosfer. Dwie śruby wyposażone były w trzy łopaty o średnicy 2,8 metra i skoku 2,63 metra każda. Przy 350 obrotach na minutę siłownia nominalnie powinna osiągać 6200 KM, co przełożyć się miało na prędkość 25 węzłów. W czasie prób „Kazaniec” osiągnął jednak nieco lepsze rezultaty. Osiągnięta moc wynosiła 6686 KM, a prędkość 25,6 węzła. Zapas 80 ton węgla pozwalał jednostkom przebyć 600 mil morskich przy prędkości 9 węzłów, lub 200 mil morskich przy 25 węzłach. Dwa turbogeneratory o mocy po 16 kW i napięciu 105 V zasilały w energię elektryczną okrętową radiostację, oświetlenie i dwa reflektory bojowe (średnica 60 cm).
Główną artylerię okrętu stanowiły dwa działa kalibru 75 mm z zapasem 320 pocisków. Uzupełniały ją cztery działa kalibru 57 mm z zapasem 1080 pocisków oraz dwa karabiny maszynowe „Maksim” kalibru 7,62 mm. Działa większego kalibru zamontowane były pojedynczo na dziobie i rufie okrętu, zaś pozostałe ustawiono symetrycznie w środkowej części obu burt. Do montowania „Maksimów” przygotowano cztery cokoły. Okręt uzbrojony był również w trzy wyrzutnie torpedowe kalibru 350 mm (jedną podwójną i jedną pojedynczą), do których zabierał 6 zapasowych torped.
W celu odróżnienia od okrętów typu Ukraina na środkowym „Kazańca” namalowano w połowie wysokości jeden niebieski, poprzeczny pas.

### Późniejsze modyfikacje
W 1908 roku jednostka została przystosowana do trałowania i stawiania min, których mogła zabierać 16 sztuk.
W 1907 roku dowódca dywizji kontrtorpedowców Floty Bałtyckiej – kontradmirał Nikołaj Essen zwrócił uwagę, iż niszczyciele o wyporności 500–600 ton posiadają artylerię okrętową tego samego kalibru, co torpedowce o wyporności 350 ton. Stało się to powodem zamówienia nowej, większokalibrowej artylerii, która na okrętach typu Ukraina została zamontowana w 1910 roku. Armata morska 102 mm po zamontowaniu na okrętach typu Ukraina mogła wystrzeliwać 10 pocisków na minutę na odległość około 9600 metrów (na „Kazańcu” magazynowano 330 jednostek amunicji). Oprócz dwóch armat 102 mm na okręcie zamontowano także pojedyncze działko kalibru 37 mm i 4 „Maksimy”. Pod wpływem doświadczeń z I wojny światowej w 1916 roku zdecydowano się na wstawienie trzeciego działa 102 mm kosztem rufowej wyrzutni torped. Zamontowano również działo przeciwlotnicze kalibru 40 mm, oraz zwiększono zasób min.

## Służba

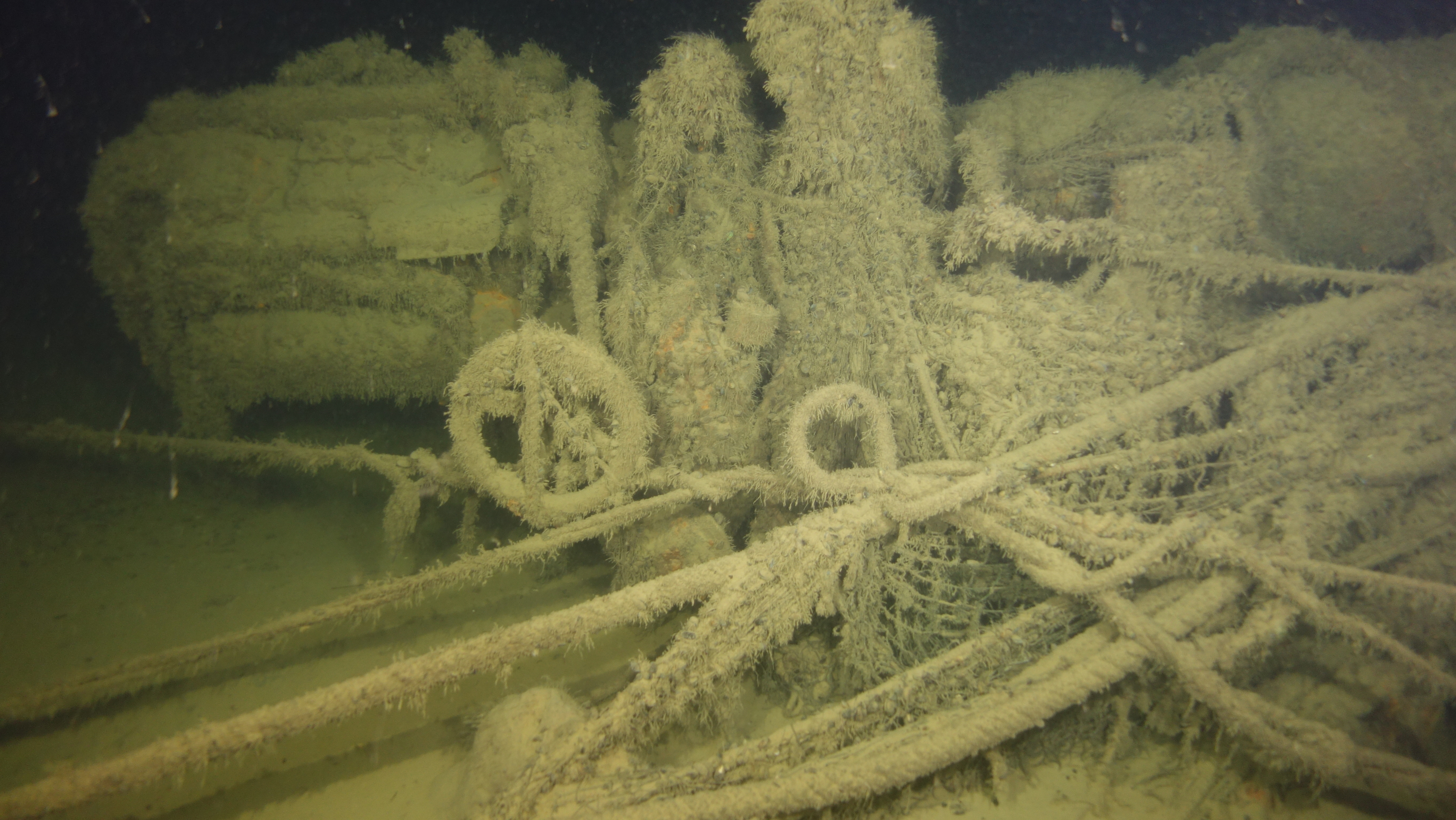
„Kazaniec” dziś

Jeszcze przed wodowaniem, 11 września 1904 roku, okręt został zapisany na listę Marynarki Wojennej Imperium Rosyjskiego. Do służby we Flocie Bałtyckiej fizycznie wszedł w 1906 roku. Przeklasyfikowany na kontrtorpedowiec 27 września 1907 roku. W latach 1909–1912 przechodził kolejne remonty i przezbrojenia.
W okresie I wojny światowej „Kazaniec” pod dowództwem kapitana II rangi (komandora porucznika) Michaiła Iwanowicza Smirnowa, wchodził w skład 6 dywizjonu dywizji torpedowej. Uczestniczył w licznych akcjach dozorowych, minowych i eskortowych. Z przeciwnikiem starł się 13 czerwca 1916 roku w czasie bitwy w zatoce Norrköping. Celem dywizjonu niszczycieli było zaatakowanie niemieckiego konwoju, jednak wszystkie okręty skupiły się na eskortującym statki patrolowcu „Hermann”, co też spowodowało ucieczkę transportowców na wody terytorialne Szwecji.
Okręt zakończył swoją służbę 15 października?/28 października 1916 roku. Eskortował wtedy wraz z kontrtorpedowcem „Ukraina” transportowiec „Chabarowsk”. Po godzinie 9 transportowiec został niecelnie zaatakowany torpedą przez niemiecki okręt podwodny. O 11:45 silna eksplozja rozerwała burtę „Kazańca”, który po rozpadzie na dwie części zaczął szybko tonąć. „Ukraina” zabrała 37 rozbitków, podczas gdy 45 zginęło wraz z okrętem. Przyczyną eksplozji była torpeda wystrzelona z okrętu podwodnego bądź mina postawiona przez UC-27.